# Tolypanthus gardneri
Tolypanthus gardneri är en tvåhjärtbladig växtart som först beskrevs av Thw., och fick sitt nu gällande namn av Van Tiegh.. Tolypanthus gardneri ingår i släktet Tolypanthus och familjen Loranthaceae. Inga underarter finns listade i Catalogue of Life.